# Baupte
Baupte és un municipi francès situat al departament de la Manche i a la regió de Normandia. L'any 2007 tenia 434 habitants.

## Demografia

### Població
El 2007 la població de fet de Baupte era de 434 persones. Hi havia 168 famílies de les quals 30 eren unipersonals (11 homes vivint sols i 19 dones vivint soles), 54 parelles sense fills, 73 parelles amb fills i 11 famílies monoparentals amb fills.
La població ha evolucionat segons el següent gràfic:
Habitants censats

### Habitatges
El 2007 hi havia 193 habitatges, 170 eren l'habitatge principal de la família, 15 eren segones residències i 8 estaven desocupats. 184 eren cases i 1 era un apartament. Dels 170 habitatges principals, 96 estaven ocupats pels seus propietaris, 72 estaven llogats i ocupats pels llogaters i 3 estaven cedits a títol gratuït; 3 tenien una cambra, 4 en tenien dues, 19 en tenien tres, 79 en tenien quatre i 65 en tenien cinc o més. 150 habitatges disposaven pel capbaix d'una plaça de pàrquing. A 80 habitatges hi havia un automòbil i a 77 n'hi havia dos o més.

### Piràmide de població
La piràmide de població per edats i sexe el 2009 era:
| Homes | Edats   | Dones |
| ----- | ------- | ----- |
| 0     | 95 o +  | 0     |
| 0     | 90 a 94 | 4     |
| 0     | 85 a 89 | 0     |
| 0     | 80 a 84 | 0     |
| 4     | 75 a 79 | 4     |
| 4     | 70 a 74 | 12    |
| 16    | 65 a 69 | 16    |
| 20    | 60 a 64 | 20    |
| 8     | 55 a 59 | 0     |
| 16    | 50 a 54 | 28    |
| 12    | 45 a 49 | 12    |
| 12    | 40 a 44 | 20    |
| 8     | 35 a 39 | 4     |
| 16    | 30 a 34 | 12    |
| 24    | 25 a 29 | 28    |
| 28    | 20 a 24 | 20    |
| 16    | 15 a 19 | 0     |
| 12    | 10 a 14 | 12    |
| 4     | 5 a 9   | 28    |
| 8     | 0 a 4   | 4     |

## Economia
El 2007 la població en edat de treballar era de 264 persones, 193 eren actives i 71 eren inactives. De les 193 persones actives 174 estaven ocupades (96 homes i 78 dones) i 19 estaven aturades (7 homes i 12 dones). De les 71 persones inactives 28 estaven jubilades, 17 estaven estudiant i 26 estaven classificades com a «altres inactius».

### Ingressos
El 2009 a Baupte hi havia 177 unitats fiscals que integraven 454 persones, la mediana anual d'ingressos fiscals per persona era de 14.202 €.

### Activitats econòmiques
Dels 14 establiments que hi havia el 2007, 2 eren d'empreses alimentàries, 1 d'una empresa de fabricació d'altres productes industrials, 3 d'empreses de construcció, 2 d'empreses de comerç i reparació d'automòbils, 2 d'empreses d'hostatgeria i restauració, 2 d'entitats de l'administració pública i 2 d'empreses classificades com a «altres activitats de serveis».
Dels 6 establiments de servei als particulars que hi havia el 2009, 1 era un guixaire pintor, 1 lampisteria, 2 perruqueries i 2 restaurants.
Dels 3 establiments comercials que hi havia el 2009, 1 era una botiga de més de 120 m², 1 una botiga de menys de 120 m² i 1 una fleca.
L'any 2000 a Baupte hi havia 4 explotacions agrícoles.

## Equipaments sanitaris i escolars
El 2009 hi havia una escola elemental integrada dins d'un grup escolar amb les comunes properes formant una escola dispersa.

## Poblacions més properes
El següent diagrama mostra les poblacions més properes.